# 全国高等学校バスケットボール選抜優勝大会
全国高等学校バスケットボール選抜優勝大会（ぜんこくこうとうがっこうバスケットボールせんばつゆうしょうたいかい、通称「ウインターカップ」）は、1971年から2016年までの46年間にわたり行われた高校バスケットボールの大会。この全国高等学校バスケットボール選抜優勝大会（現称：全国高等学校バスケットボール選手権大会）は、全国高等学校総合体育大会バスケットボール競技大会・国民体育大会バスケットボール競技と並ぶ最重要大会として認知されている。

## 概要

### 歴史
- 1971年に第1回大会を開催。当初は国立代々木競技場第二体育館（第18回は神戸市）で春に開催されていたが、テレビ中継編成上などの理由から第19回（1988年）から現在の冬開催に変更された事で、高校3年生に出場資格がある最後の大会へとなるとともに、「ウインターカップ」と呼ばれるようになる[1]。1990年代後半から大会のショーアップ化も行われ、第27回（1996年）からは会場が東京体育館となる。それ以降も代々木、及び駒沢オリンピック公園総合運動場体育館などをサブ会場として使用したり、日程の都合などから東京体育館以外の会場を使用した年度もある。第43回（2012年）は東京体育館が改修工事のため広島県立総合体育館で開催した[2]。高校生バスケットボールにおいては、インターハイと並ぶ国内2冠大会である。選抜大会時代からこの大会を最高峰のものとするチーム多かったが、2017年度からこの大会を選手権大会として、2017年度冬の大会を第70回選手権大会（回数は国体時代からの通算）として開催し名実ともに冬の大会が最高峰のものとなった。なお高体連の区分としてはこれまで通り選抜大会である。公式サイトでは「目指せ!東京体育館」[3]と表記されている他、「高校バスケットの甲子園」とも言われている。
- 出場枠は第1回から4回まで各地区予選を勝ち抜いた男女各16校。第5回から24校（第18回のみ28校）となった後、第21回（1990年）に出場枠が大幅に増加し、各都道府県予選を勝ち抜いた男女各48校（開催地の東京都（第43回は広島県）は2校（第15回は男子3校、第16回は女子3校））。2009年の第40回記念大会からはインターハイ優勝校・準優勝校が加わって50校となる。
- 組み合わせは始めに強豪8校（その年度のインターハイの上位8校が出場する場合は当該校）が第1～8シードとして配置され、残り代表校の抽選を行い、シード校を含み14チームが2回戦から初戦となる。

東京は2校出場のため、東京都代表校同士は決勝まで対戦しないように配置される。
- 競技は大会前半はメインアリーナ3面とサブアリーナ1面（計4面）同時で行われるが、男子は準々決勝、女子は準決勝よりメインコートで行われる。第2回（1972年）から3位決定戦も行われている。
- 大会ベスト5の他、第32回（2001年）から感動大賞が設けられている。第20回（1989年）から第34回（2003年）までは開会式後に男子はダンク、女子はスリーポイントのコンテストがそれぞれ開催されていた。

### 大会要項
- 主催：日本バスケットボール協会・全国高等学校体育連盟・朝日新聞社・日刊スポーツ新聞社

第32回（2001年）まではテレビ朝日も主催に加わっていた。
- 後援：スポーツ庁
- 主管：東京都バスケットボール協会・全国高等学校体育連盟バスケットボール部・東京都高等学校体育連盟バスケットボール専門部
- 特別協賛：JXホールディングス（現ENEOSホールディングス）・JXエネルギー（現ENEOS）（「JX-ENEOSウインターカップ」冠スポンサー）

第40回（2009年）までは前身のひとつジャパンエナジーの特別協賛で「JOMOウインターカップ」として開催された。
- 協賛：ナイキジャパン（公式球ナイキエリートチャンピオンシップJBAを提供）・明治（公式飲料としてザバスを提供）、カシオ計算機

## 日程
平年、12月23日から29日の日程が組まれている。
- 12月23日 - 男女1回戦
- 12月24日 - 女子2回戦・男子1回戦
- 12月25日 - 女子3回戦・男子2回戦
- 12月26日 - 女子準々決勝・男子3回戦
- 12月27日 - 女子準決勝・男子準々決勝
- 12月28日 - 女子3位決定戦及び決勝・男子準決勝
- 12月29日 - 男子3位決定戦及び決勝・閉会式

## 歴史
- 1971年 - 国立代々木競技場第二体育館で第1回開催。出場校は男女各16校であった。
- 1975年 - 出場校が男女各24校へ増加。
- 1988年 - 第18回はインターハイのリハーサルも兼ねて神戸市で開催により、この大会のみ出場校は男女各28校。
- 1989年 - 開催時期が12月へ移行。
- 1990年 - 出場校が48校となる。それに合わせて通称が「ウインターカップ」となる。
- 1994年 - 初めて東京体育館で開催。
- 1996年 - この大会から東京体育館に定着。
- 1998年 - 能代工業高の田臥勇太人気で初の入場制限がかかる。大会ロゴも一新された。この大会で能代工業が史上初めて高校9冠、通算50回目の全国優勝を達成した。
- 2000年 - 四日市工業の桜井良太が能代工業との2回戦でフリースロー21連続成功の世界記録（当時）達成。この大会のみ、女子ジュニアアジア選手権が12月に開催されたため、通常と男女逆になった。女子は2日目より競技開始、男子は準決勝、女子は準々決勝からセンターコートで行われ、最終日に女子決勝が行われた。
- 2001年 - 桜花学園が前人未到の6連覇を達成。月刊バスケットボールにより「感動大賞」が新設される。
- 2002年（2003年） - ジュニアアジア選手権が12月に開催されたため、年明けの開催となり、この大会のみ大会期間も5日間に短縮となった。全日本総合バスケットボール選手権大会と重なり東京体育館が使用できず都内の高校・大学で分散開催。準決勝・決勝は1995年以来7年ぶりとなる国立代々木競技場第二体育館で開催され、決勝戦は札止めとなった。
- 2004年 - 能代工業が男子で史上最多となる20回目の優勝。
- 2008年 - J SPORTSにより初の全試合中継を実現。
- 2009年 - 第40回記念大会。大会ロゴが一新され、出場校が50校へ増加。
- 2010年 - 特別協賛社の変更に伴い「JX-ENEOSウインターカップ」となる。
- 2011年 - J SPORTSによる初の全試合生中継を実現。
- 2012年 - 東京体育館が改修工事のため広島県立総合体育館で開催される。それに伴い、この年のみ広島県の出場校が2校に、東京都が1校のみになった。
- 2016年 - 月刊バスケットボールと日本バスケットボール協会とのコラボにより「最優秀応援賞」が新設される。桜花学園が女子で男女通じて史上最多となる21回目の優勝。
- 2017年 - 高校バスケットボールの競技システム見直しにより、選手権大会がインターハイから分離される。これに伴い、選抜優勝大会を廃止し、第70回選手権大会の扱いとなる。

## 歴代記録

### 男子
| 回 | 年度 | 会場   | 優勝校                                  | 決勝         | 準優勝校                 | 3位校                      | 3位校                        |
| -- | ---- | ------ | --------------------------------------- | ------------ | ------------------------ | -------------------------- | ---------------------------- |
| 1  | 1971 | 東京都 | 明治大学付属中野(東京都) (初優勝)       | 83 - 70      | 京北(東京都)             | 能代工業(秋田県)           | 相模工業大学附属(神奈川県)   |
| 回 | 年度 | 会場   | 優勝校                                  | 決勝         | 準優勝校                 | 3位校                      | 4位校                        |
| 2  | 1972 | 東京都 | 中央大学附属(東京都) (初優勝)           | 72 - 71      | 能代工業(秋田県)         | 明治大学付属中野(東京都)   | 京北(東京都)                 |
| 3  | 1973 | 東京都 | 広島商業(広島県) (初優勝)               | 63 - 55      | 岐阜農林(岐阜県)         | 中央大学附属(東京都)       | 相模工業大学附属(神奈川県)   |
| 4  | 1974 | 東京都 | 能代工業(秋田県) (初優勝)               | 78 - 73      | 早稲田実業(東京都)       | 京北(東京都)               | 石川県立工業(石川県)         |
| 5  | 1975 | 東京都 | 能代工業(秋田県) (2年連続2回目)         | 100 - 58     | 福岡大学附属大濠(福岡県) | 土浦日本大学(茨城県)       | 洛南(京都府)                 |
| 6  | 1976 | 東京都 | 能代工業(秋田県) (3年連続3回目)         | 65 - 47      | 土浦日本大学(茨城県)     | 明治大学付属中野(東京都)   | 京北(東京都)                 |
| 7  | 1977 | 東京都 | 土浦日本大学(茨城県) (初優勝)           | 66 - 65      | 京北(東京都)             | 明治大学付属中野(東京都)   | 弘前実業(青森県)             |
| 8  | 1978 | 東京都 | 京北(東京都) (初優勝)                   | 76 - 67      | 岐阜農林(岐阜県)         | 福岡大学附属大濠(福岡県)   | 高松商業(香川県)             |
| 9  | 1979 | 東京都 | 能代工業(秋田県) (3年ぶり4回目)         | 115 - 70     | 弘前実業(青森県)         | 福岡大学附属大濠(福岡県)   | 岐阜農林(岐阜県)             |
| 10 | 1980 | 東京都 | 能代工業(秋田県) (2年連続5回目)         | 82 - 78      | 福岡大学附属大濠(福岡県) | 岐阜農林(岐阜県)           | 弘前実業(青森県)             |
| 11 | 1981 | 東京都 | 能代工業(秋田県) (3年連続6回目)         | 84 - 48      | 日本大学山形(山形県)     | 京北(東京都)               | 東海大学付属浦安(千葉県)     |
| 12 | 1982 | 東京都 | 日本大学山形(山形県) (初優勝)           | 79 - 69      | 能代工業(秋田県)         | 相模工業大学附附(神奈川県) | 名古屋電気(愛知県)           |
| 13 | 1983 | 東京都 | 能代工業(秋田県) (2年ぶり7回目)         | 72 - 71 (OT) | 北陸(福井県)             | 京北(東京都)               | 日本大学豊山(東京都)         |
| 14 | 1984 | 東京都 | 京北(東京都) (6年ぶり2回目)             | 83 - 49      | 能代工業(秋田県)         | 福岡大学附属大濠(福岡県)   | 埼玉栄(埼玉県)               |
| 15 | 1985 | 東京都 | 能代工業(秋田県) (2年ぶり8回目)         | 102 - 61     | 京北(東京都)             | 岐阜農林(岐阜県)           | 福岡大学附属大濠(福岡県)     |
| 16 | 1986 | 東京都 | 福岡大学附属大濠(福岡県) (初優勝)       | 92 - 67      | 興南(沖縄県)             | 京北(東京都)               | 洛南(京都府)                 |
| 17 | 1987 | 東京都 | 能代工業(秋田県) (2年ぶり9回目)         | 76 - 71      | 北陸(福井県)             | 市立船橋(千葉県)           | 九州産業大学付属九州(福岡県) |
| 18 | 1988 | 兵庫県 | 能代工業(秋田県) (2年連続10回目)        | 75 - 67      | 北陸(福井県)             | 新潟工業(新潟県)           | 仙台第二(宮城県)             |
| 19 | 1988 | 東京都 | 能代工業(秋田県) (3年連続11回目)        | 76 - 67      | 北陸(福井県)             | 市立船橋(千葉県)           | 愛知工業大学名電(愛知県)     |
| 20 | 1989 | 東京都 | 愛知工業大学名電(愛知県) (初優勝)       | 61 - 55      | 能代工業(秋田県)         | 相模工業大学附属(神奈川県) | 福岡大学附属大濠(福岡県)     |
| 21 | 1990 | 東京都 | 能代工業(秋田県) (2年ぶり12回目)        | 92 - 73      | 土浦日本大学(茨城県)     | 福岡大学附属大濠(福岡県)   | 洛南(京都府)                 |
| 22 | 1991 | 東京都 | 能代工業(秋田県) (2年連続13回目)        | 114 - 64     | 初芝(大阪府)             | 仙台(宮城県)               | 北陸(福井県)                 |
| 23 | 1992 | 東京都 | 愛知工業大学名電(愛知県) (3年ぶり2回目) | 72 - 69      | 土浦日本大学(茨城県)     | 能代工業(秋田県)           | 福岡大学附属大濠(福岡県)     |
| 24 | 1993 | 東京都 | 福岡大学附属大濠(福岡県) (8年ぶり2回目) | 79 - 74      | 土浦日本大学(茨城県)     | 能代工業(秋田県)           | 仙台(宮城県)                 |
| 25 | 1994 | 東京都 | 大商学園(大阪府) (初優勝)               | 52 - 48      | 國學院大學久我山(東京都) | 土浦日本大学(茨城県)       | 能代工業(秋田県)             |
| 26 | 1995 | 東京都 | 能代工業(秋田県) (4年ぶり14回目)        | 84 - 71      | 仙台(宮城県)             | 洛南(京都府)               | 愛知工業大学名電(愛知県)     |
| 27 | 1996 | 東京都 | 能代工業(秋田県) (2年連続15回目)        | 111 - 88     | 福島工業(福島県)         | 洛南(京都府)               | 仙台(宮城県)                 |
| 28 | 1997 | 東京都 | 能代工業(秋田県) (3年連続16回目)        | 134 - 77     | 山形南(山形県)           | 仙台(宮城県)               | 洛南(京都府)                 |
| 29 | 1998 | 東京都 | 能代工業(秋田県) (4年連続17回目)        | 98 - 76      | 市立船橋(千葉県)         | 仙台(宮城県)               | 小林(宮崎県)                 |
| 30 | 1999 | 東京都 | 仙台(宮城県) (初優勝)                   | 72 - 60      | 小林(宮崎県)             | 世田谷学園(東京都)         | 東住吉工業(大阪府)           |
| 31 | 2000 | 東京都 | 仙台(宮城県) (2年連続2回目)             | 99 - 66      | 小林(宮崎県)             | 北陸(福井県)               | 東住吉工業(大阪府)           |
| 32 | 2001 | 東京都 | 能代工業(秋田県) (3年ぶり18回目)        | 90 - 78      | 福岡大学附属大濠(福岡県) | 洛南(京都府)               | 土浦日本大学(茨城県)         |
| 33 | 2002 | 東京都 | 洛南(京都府) (初優勝)                   | 61 - 59      | 北陸(福井県)             | 能代工業(秋田県)           | 福岡大学附属大濠(福岡県)     |
| 34 | 2003 | 東京都 | 能代工業(秋田県) (2年ぶり19回目)        | 86 - 75      | 福岡大学附属大濠(福岡県) | 洛南(京都府)               | 延岡学園(宮崎県)             |
| 35 | 2004 | 東京都 | 能代工業(秋田県) (2年連続20回目)        | 93 - 87      | 北陸(福井県)             | 洛南(京都府)               | 新潟商業(新潟県)             |
| 36 | 2005 | 東京都 | 福岡第一(福岡県) (初優勝)               | 76 - 64      | 延岡学園(宮崎県)         | 洛南(京都府)               | 市立船橋(千葉県)             |
| 37 | 2006 | 東京都 | 洛南(京都府) (4年ぶり2回目)             | 104 - 82     | 北陸(福井県)             | 福岡大学附属大濠(福岡県)   | 八王子(東京都)               |
| 38 | 2007 | 東京都 | 洛南(京都府) (2年連続3回目)             | 78 - 73      | 福岡第一(福岡県)         | 能代工業(秋田県)           | 明成(宮城県)                 |
| 39 | 2008 | 東京都 | 洛南(京都府) (3年連続4回目)             | 73 - 71      | 福岡第一(福岡県)         | 延岡学園(宮崎県)           | 八王子(東京都)               |
| 40 | 2009 | 東京都 | 明成(宮城県) (初優勝)                   | 69 - 56      | 福岡第一(福岡県)         | 福岡大学附属大濠(福岡県)   | 北陸(福井県)                 |
| 41 | 2010 | 東京都 | 北陸(福井県) (初優勝)                   | 68 - 60      | 福岡第一(福岡県)         | 京北(東京都)               | 市立船橋(千葉県)             |
| 42 | 2011 | 東京都 | 延岡学園(宮崎県) (初優勝)               | 88 - 55      | 尽誠学園(香川県)         | 沼津中央(静岡県)           | 福岡大学附属大濠(福岡県)     |
| 43 | 2012 | 広島県 | 延岡学園(宮崎県) (2年連続2回目)         | 68 - 66      | 尽誠学園(香川県)         | 洛南(京都府)               | 北陸(福井県)                 |
| 44 | 2013 | 東京都 | 明成(宮城県) (4年ぶり2回目)             | 92 - 78      | 福岡大学附属大濠(福岡県) | 京北(東京都)               | 藤枝明誠(静岡県)             |
| 45 | 2014 | 東京都 | 明成(宮城県) (2年連続3回目)             | 71 - 69      | 福岡大学附属大濠(福岡県) | 市立船橋(千葉県)           | 桜丘(愛知県)                 |
| 46 | 2015 | 東京都 | 明成(宮城県) (3年連続4回目)             | 78 - 73      | 土浦日本大学(茨城県)     | 能代工業(秋田県)           | 中部大学第一(愛知県)         |
| 47 | 2016 | 東京都 | 福岡第一(福岡県) (11年ぶり2回目)        | 81 - 78      | 東山(京都府)             | 北陸学院(石川県)           | 帝京長岡(新潟県)             |

### 女子
| 回 | 年度 | 会場   | 優勝校                                      | 決勝         | 準優勝校                   | 3位校                        | 3位校                        |
| -- | ---- | ------ | ------------------------------------------- | ------------ | -------------------------- | ---------------------------- | ---------------------------- |
| 1  | 1971 | 東京都 | 大曲(秋田県) (初優勝)                       | 52 - 44      | 鶴鳴女子(長崎県)           | 名古屋女子商業(愛知県)       | 大妻(東京都)                 |
| 回 | 年度 | 会場   | 優勝校                                      | 決勝         | 準優勝校                   | 3位校                        | 4位校                        |
| 2  | 1972 | 東京都 | 鶴鳴女子(長崎県) (初優勝)                   | 89 - 49      | 大曲(秋田県)               | 大妻(東京都)                 | 東京成徳(東京都)             |
| 3  | 1973 | 東京都 | 津女子(三重) (初優勝)                       | 72 - 68      | 大曲(秋田県)               | 鶴鳴女子(長崎県)             | 大妻(東京都)                 |
| 4  | 1974 | 東京都 | 大妻(東京都) (初優勝)                       | 54 - 47      | 樟蔭東(大阪府)             | 宇都宮女子商業(栃木県)       | 角館南(秋田県)               |
| 5  | 1975 | 東京都 | 樟蔭東(大阪府) (初優勝)                     | 57 - 51      | 大妻(東京都)               | 昭和学院(千葉県)             | 甲子園学院(兵庫県)           |
| 6  | 1976 | 東京都 | 大妻(東京都) (2年ぶり2回目)                 | 79 - 53      | 市邨学園(愛知県)           | 昭和学院(千葉県)             | 秋田市立(秋田県)             |
| 7  | 1977 | 東京都 | 樟蔭東(大阪府) (2年ぶり2回目)               | 53 - 51      | 明星学園(東京都)           | 角館南(秋田県)               | 大曲(秋田県)                 |
| 8  | 1978 | 東京都 | 小林(宮崎県) (初優勝)                       | 66 - 54      | 鶴鳴女子(長崎県)           | 樟蔭東(大阪府)               | 明星学園(東京都)             |
| 9  | 1979 | 東京都 | 昭和学院(千葉県) (初優勝)                   | 72 - 71      | 東亜学園(東京都)           | 小林(宮崎県)                 | 熊本女子(熊本県)             |
| 10 | 1980 | 東京都 | 樟蔭東(大阪府) (3年ぶり3回目)               | 59 - 52      | 東亜学園(東京都)           | 昭和学院(千葉県)             | 宇都宮女子商業(栃木県)       |
| 11 | 1981 | 東京都 | 東京成徳短期大学附属(東京都) (初優勝)       | 49 - 42      | 市邨学園(愛知県)           | 夙川学院(兵庫県)             | 樟蔭東(大阪府)               |
| 12 | 1982 | 東京都 | 昭和学院(千葉県) (3年ぶり2回目)             | 67 - 63      | 市邨学園(愛知県)           | 夙川学院(兵庫県)             | 明星学園(東京都)             |
| 13 | 1983 | 東京都 | 東京成徳短期大学附属(東京都) (2年ぶり2回目) | 83 - 65      | 昭和学院(千葉県)           | 宇都宮女子商業(栃木県)       | 中村学園女子(福岡県)         |
| 14 | 1984 | 東京都 | 昭和学院(千葉県) (2年ぶり3回目)             | 66 - 64      | 甲子園学院(兵庫県)         | 東京成徳短期大学附属(東京都) | 湯沢北(秋田県)               |
| 15 | 1985 | 東京都 | 東京成徳短期大学附属(東京都) (2年ぶり3回目) | 56 - 54 (OT) | 名古屋短期大学付属(愛知県) | 甲子園学院(兵庫県)           | 昭和学院(千葉県)             |
| 16 | 1986 | 東京都 | 昭和学院(千葉県) (2年ぶり4回目)             | 56 - 49      | 明星学園(東京都)           | 甲子園学院(兵庫県)           | 薫英(大阪府)                 |
| 17 | 1987 | 東京都 | 昭和学院(千葉県) (2年連続5回目)             | 88 - 58      | 薫英(大阪府)               | 名古屋短大付(愛知県)         | 明星学園(東京都)             |
| 18 | 1988 | 兵庫県 | 名古屋短期大学付属(愛知県) (初優勝)         | 86 - 61      | 星城(愛知県)               | 富岡(神奈川県)               | 市立沼津(静岡県)             |
| 19 | 1988 | 東京都 | 名古屋短期大学付属(愛知県) (2年連続2回目)   | 75 - 67      | 明星学園(東京都)           | 市立沼津(静岡県)             | 富岡(神奈川県)               |
| 20 | 1989 | 東京都 | 名古屋短期大学付属(愛知県) (3年連続3回目)   | 76 - 42      | 富岡(神奈川県)             | 市立沼津(静岡県)             | 甲子園学院(兵庫県)           |
| 21 | 1990 | 東京都 | 名古屋短期大学付属(愛知県) (4年連続4回目)   | 66 - 53      | 中村学園女子(福岡県)       | 東亜学園(東京都)             | 小林(宮崎県)                 |
| 22 | 1991 | 東京都 | 中村学園女子(福岡県) (初優勝)               | 56 - 50      | 名古屋短期大学付属(愛知県) | 東亜学園(東京都)             | 鶴鳴女子(長崎県)             |
| 23 | 1992 | 東京都 | 名古屋短期大学付属(愛知県) (2年ぶり5回目)   | 54 - 51 (OT) | 東亜学園(東京都)           | 新居浜商業(愛媛県)           | 明星学園(東京都)             |
| 24 | 1993 | 東京都 | 名古屋短期大学付属(愛知県) (2年連続6回目)   | 61 - 35      | 三田尻女子(山口県)         | 昭和学院(千葉県)             | 聖和学園(宮城県)             |
| 25 | 1994 | 東京都 | 名古屋短期大学付属(愛知県) (3年連続7回目)   | 49 - 48      | 純心女子(長崎県)           | 市立沼津(静岡県)             | 中村学園女子(福岡県)         |
| 26 | 1995 | 東京都 | 中村学園女子(福岡県) (4年ぶり2回目)         | 52 - 47      | 樟蔭東(大阪府)             | 津幡(石川県)                 | 市立沼津(静岡県)             |
| 27 | 1996 | 東京都 | 名古屋短期大学付属(愛知県) (2年ぶり8回目)   | 75 - 56      | 甲子園学院(兵庫県)         | 樟蔭東(大阪府)               | 東京成徳短期大学附属(東京都) |
| 28 | 1997 | 東京都 | 名古屋短期大学付属(愛知県) (2年連続9回目)   | 47 - 44      | 明星学園(東京都)           | 実践学園(東京都)             | 聖和学園(宮城県)             |
| 29 | 1998 | 東京都 | 名古屋短期大学付属(愛知県) (3年連続10回目)  | 44 - 43      | 富岡(神奈川県)             | 中村学園女子(福岡県)         | 聖カタリナ女子(愛媛県)       |
| 30 | 1999 | 東京都 | 桜花学園(愛知県) (4年連続11回目)            | 75 - 53      | 富岡(神奈川県)             | 北中城(沖縄県)               | 三田尻女子(山口県)           |
| 31 | 2000 | 東京都 | 桜花学園(愛知県) (5年連続12回目)            | 92 - 57      | 大阪薫英女学院(大阪府)     | 足羽(福井県)                 | 静岡商業(静岡県)             |
| 32 | 2001 | 東京都 | 桜花学園(愛知県) (6年連続13回目)            | 72 - 59      | 丹原(愛媛県)               | 富岡(神奈川県)               | 熊本国府(熊本県)             |
| 33 | 2002 | 東京都 | 常葉学園(静岡県) (初優勝)                   | 65 - 54      | 中村学園女子(福岡県)       | 昭和学院(千葉県)             | 聖カタリナ女子(愛媛県)       |
| 34 | 2003 | 東京都 | 桜花学園(愛知県) (2年ぶり14回目)            | 108 - 75     | 東京成徳大学(東京都)       | 長崎女子(長崎県)             | 秋田経済法科大学附属(秋田県) |
| 35 | 2004 | 東京都 | 金沢総合(神奈川県) (初優勝)                 | 83 - 76      | 桜花学園(愛知県)           | 大阪薫英女学院(大阪府)       | 聖カタリナ女子(愛媛県)       |
| 36 | 2005 | 東京都 | 中村学園女子(福岡県) (10年ぶり3回目)        | 76 - 71      | 桜花学園(愛知県)           | 札幌山の手(北海道)           | 昭和学院(千葉県)             |
| 37 | 2006 | 東京都 | 中村学園女子(福岡県) (2年連続4回目)         | 69 - 53      | 岐阜女子(岐阜県)           | 倉敷翠松(岡山県)             | 足羽(福井県)                 |
| 38 | 2007 | 東京都 | 桜花学園(愛知県) (4年ぶり15回目)            | 89 - 68      | 東京成徳大学(東京都)       | 山形市立商業(山形県)         | 聖カタリナ女子(愛媛県)       |
| 39 | 2008 | 東京都 | 桜花学園(愛知県) (2年連続16回目)            | 88 - 74      | 東京成徳大学(東京都)       | 山形市立商業(山形県)         | 聖カタリナ女子(愛媛県)       |
| 40 | 2009 | 東京都 | 桜花学園(愛知県) (3年連続17回目)            | 68 - 59      | 東京成徳大学(東京都)       | 札幌山の手(北海道)           | 山形市立商業(山形県)         |
| 41 | 2010 | 東京都 | 札幌山の手(北海道) (初優勝)                 | 97 - 59      | 中村学園女子(福岡県)       | 東京成徳大学(東京都)         | 大阪薫英女学院(大阪府)       |
| 42 | 2011 | 東京都 | 札幌山の手(北海道) (2年連続2回目)           | 80 - 73      | 山形市立商業(山形県)       | 桜花学園(愛知県)             | 岐阜女子(岐阜県)             |
| 43 | 2012 | 広島県 | 桜花学園(愛知県) (3年ぶり18回目)            | 88 - 79      | 聖カタリナ女子(愛媛県)     | 昭和学院(千葉県)             | 山村学園(埼玉県)             |
| 44 | 2013 | 東京都 | 桜花学園(愛知県) (2年連続19回目)            | 79 - 69      | 岐阜女子(岐阜県)           | 聖カタリナ女子(愛媛県)       | 昭和学院(千葉県)             |
| 45 | 2014 | 東京都 | 桜花学園(愛知県) (3年連続20回目)            | 72 - 67      | 昭和学院(千葉県)           | 聖カタリナ女子(愛媛県)       | 安城学園(愛知県)             |
| 46 | 2015 | 東京都 | 岐阜女子(岐阜県) (初優勝)                   | 54 - 49      | 桜花学園(愛知県)           | 昭和学院(千葉県)             | 聖カタリナ女子(愛媛県)       |
| 47 | 2016 | 東京都 | 桜花学園(愛知県) (2年ぶり21回目)            | 67 - 65      | 岐阜女子(岐阜県)           | 昭和学院(千葉県)             | 大阪薫英女学院(大阪府)       |

## 各種記録
- 最多出場：男子→能代工業（46回）、女子→昭和学院（39回）
- 最多優勝：男子→能代工業（20回）、女子→桜花学園（21回）
- チーム1試合最多得点：男子→藤枝明誠（162得点-第39回大会）、女子→桜花学園（139得点-第47回大会）
- 個人1試合最多得点：男子→藤井祐眞（藤枝明誠-79得点）、女子→加藤貴子（富岡-51得点）・長岡萌映子（札幌山の手-51得点）

※ 2016年現在

## 感動大賞
第32回（2001年）からは日本文化出版「月刊バスケットボール」により「感動大賞」が創設されている。インターネット投票により大会を通じて最も印象に残ったチーム・個人を決めて表彰する制度である。男女それぞれ「Mr.ハイスクール」「Missハイスクール」の通称が付いている。受賞者は年明けの「月刊バスケットボール」誌上で発表される。
歴代感動大賞受賞者は以下の通り。
| 回 | 年度 | Mr.ハイスクール | Mr.ハイスクール                   | Missハイスクール | Missハイスクール                   |
| 回 | 年度 | チーム          | 個人                              | チーム           | 個人                               |
| -- | ---- | --------------- | --------------------------------- | ---------------- | ---------------------------------- |
| 32 | 2001 | 能代工業        | 新井靖明(能代工業№7・3年)         | 桜花学園         | 河恩珠(桜花学園№12・3年)           |
| 33 | 2002 | 能代工業        | 北向由樹(能代工業№9・2年)         | 常葉学園         | 山田未来(常葉学園№4・3年)          |
| 34 | 2003 | 能代工業        | 竹野明倫(福岡大学附属大濠№4・3年) | 東京成徳大学     | 吉田亜沙美(東京成徳大学№8・1年)    |
| 35 | 2004 | 能代工業        | 宮城徹(能代工業№4・3年)           | 金沢総合         | 藤吉佐緒里(中村学園女子№7・2年)    |
| 36 | 2005 | 洛南            | 神津祥平(洛南№5・3年)             | 中村学園女子     | 藤吉佐緒里(中村学園女子№7・3年)    |
| 37 | 2006 | 洛南            | 湊谷安玲久司朱(洛南№5・3年)       | 中村学園女子     | 森ムチャ(中村学園女子№10・3年)     |
| 38 | 2007 | 能代工業        | 高橋健太郎(能代工業№6・3年)       | 桜花学園         | 佐藤詩織(桜花学園№4・3年)          |
| 39 | 2008 | 洛南            | 比江島慎(洛南№5・3年)             | 東京成徳大学     | 間宮佑圭(東京成徳大学№4・3年)      |
| 40 | 2009 | 明成            | 畠山俊樹(明成№6・3年)             | 東京成徳大学     | 渡嘉敷来夢(桜花学園№15・3年)       |
| 41 | 2010 | 京北            | 皆川徹(京北№10・3年)              | 札幌山の手       | 町田瑠唯(札幌山の手№4・3年)        |
| 42 | 2011 | 京北            | 池田慶次郎(京北№5・3年)           | 札幌山の手       | 長岡萌映子(札幌山の手№15・3年)     |
| 43 | 2012 | 洛南            | 伊藤達哉(洛南№6・3年)             | 聖カタリナ女子   | 宮崎早織(聖カタリナ女子№12・2年)   |
| 44 | 2013 | 京北            | 新川敬大(京北№5・3年)             | 聖カタリナ女子   | 曽我部奈央(聖カタリナ女子№11・2年) |
| 45 | 2014 | 市立船橋        | 青木太一(市立船橋№7・3年)         | 聖カタリナ女子   | 曽我部奈央(聖カタリナ女子№5・3年)  |
| 46 | 2015 | 土浦日本大学    | 納見悠仁(明成№6・3年)             | 桜花学園         | 遠藤桐(桜花学園№4・3年)            |
| 47 | 2016 | 福岡第一        | 大倉颯太(北陸学院№12・2年)        | 桜花学園         | 赤木里帆(桜花学園№6・3年)          |

## 最優秀応援賞
第47回（2016年）から日本文化出版「月刊バスケットボール」と「日本バスケットボール協会」によるコラボ企画「最優秀応援賞」が創設されている。インターネット投票により大会を通じて最も応援が印象に残ったチームを決めて表彰する制度である。受賞チームは「月刊バスケットボール」誌上で発表される。
歴代最優秀応援賞チームは以下の通り。
| 回 | 年度 | 受賞チーム     |
| -- | ---- | -------------- |
| 47 | 2016 | 広島皆実(男子) |

## テレビ放送
第30回（1999年）より準々決勝以降をJ SPORTSで中継しており、センターコートでの試合はすべて生中継となる。第37回（2006年）からは「J SPORTS HOOP!」として放送しており、同番組の実況・解説スタッフが担当している。第39回（2008年）からは全試合中継（第42回（2011年）からは原則として全試合生中継）を実施。また、同年より男子ではBリーグ（前身リーグ含む）球団や大学バスケットボール部より、女子では特別協賛社JXホールディングスの女子チームであるJX-ENEOSサンフラワーズよりウインターカップ上位進出歴を持つ選手をそれぞれ2名シーズン中ながらゲスト解説に招き入れている。
ゲスト解説にはこれまで以下の選手が加わっている。
2008年
- 志村雄彦（仙台89ERS、仙台で第30・31回優勝）
- 北向由樹（埼玉ブロンコス、能代工業で第34回優勝）
- 大神雄子（桜花学園で第29・30・31回優勝）
- 吉田亜沙美（東京成徳大学で第34回準優勝）

2009年
- 清水太志郎（埼玉ブロンコス、小林で第30回準優勝）
- 竹野明倫（新潟アルビレックスBB、福岡大学附属大濠で第32・34回準優勝）
- 大神雄子
- 吉田亜沙美

2010年
- 齋藤崇人（新潟アルビレックスBB、新潟商業で第34回ベスト8）

2011年
- 大神雄子

2012年
- なし

2013年
- 田臥勇太（リンク栃木ブレックス、能代工業で第27・28・29回優勝）
- 渡嘉敷来夢（桜花学園で第38・39・40回優勝）

2014年
- 田臥勇太
- 渡嘉敷来夢

2015年
- 田臥勇太
- 渡嘉敷来夢

2016年
- 杉浦佑成（筑波大学、福岡大学附属大濠で第44回準優勝）
- 馬場雄大（筑波大学、富山第一で第43・44回出場）
- 間宮佑圭（東京成徳大学で第38・39回準優勝）
- 渡嘉敷来夢

第44回（2013年）はJ SPORTSに加え、男女決勝をBSフジで生中継。解説は第17回より第19回まで男子3連覇経験した佐古賢一。リポーターに第36回女子優勝キャプテンだったタレントの中山明日実。地上波のフジテレビでも「高校バスケットボール ウインターカップ2013ハイライト」を放送する。
第32回（2001年）まではテレビ朝日、第34回（2003年）はテレビ東京でも決勝戦の録画及び大会ハイライト中継を行っていた。一部地域では地元代表の試合をダイジェスト放送する場合もある。

## テーマ曲
- 1998 SIAM SHADE「MONKEY SCIENCE」
- 1999
- 2000
- 2001
- 2002
- 2003
- 2004
- 2005
- 2006
- 2007
- 2008
- 2009 BREAKERZ「SUPER-HI-TENSION!!」
- 2010 SDN48「孤独なランナー」
- 2011
- 2012 Song Riders「ON FIRE」
- 2013 Song Riders 「NAKED」
- 2014 DOBERMAN INFINITY 「99」
- 2015 KNOCK OUT MONKEY 「GOAL」
- 2016 KNOCK OUT MONKEY 「Do it」